# Joan Antoni Moreno
Joan Antoni Moreno Bennàssar (* 4. April 2000 in Pollensa) ist ein spanischer Kanute.

## Karriere
Joan Antoni Moreno startet für den Reial Club Náutic Port de Pollença seiner Geburtsstadt Pollensa. Er erzielte 2021 bei den Europameisterschaften in Posen im Einer-Canadier auf der 200-Meter-Distanz seinen ersten großen internationalen Erfolg bei den Erwachsenen, als er sogleich Europameister wurde. Ein Jahr darauf wurde er in Dartmouth im Vierer-Canadier über 500 Meter auch Weltmeister, während er ebenfalls 2022 bei den Europameisterschaften in München im Zweier-Canadier über 500 Meter zusammen mit Adrian Sieiro einen weiteren Europameistertitel gewann. Bei den Weltmeisterschaften 2023 in Duisburg verteidigte Moreno mit dem Vierer-Canadier seinen Titel aus dem Vorjahr und belegte im Einer-Canadier über 200 Meter zudem hinter Artur Guliev aus Usbekistan den zweiten Platz.
Moreno vertrat Spanien bei den Olympischen Spielen 2024 in Paris im Zweier-Canadier über 500 Meter. Moreno und sein Partner Diego Domínguez qualifizierten sich als Zweite ihres Vorlaufs direkt für das Halbfinale, das sie auf dem vierten Platz beendeten. Im Finallauf überquerten sie nach 1:41,18 min die Ziellinie, womit sie hinter den siegreichen Chinesen Liu Hao und Ji Bowen, die in 1:39,48 Minuten Olympiasieger wurden, und den mit 1:41,08 min zweitplatzierten Italienern Gabriele Casadei und Carlo Tacchini den dritten Platz belegten und die Bronzemedaille gewannen.